# نينتندوغز + كاتز
نينتندوغز + كاتز (بالإنجليزية: Nintendogs + Cats)، هي لعبة فيديو من نوع التربية الرقمية، حيث صدرت اللعبة سنة 2011، وهي إعادة إصدار لمنصة محسنة لسلسلة نينتندوغز، والتي صدرت في الأسواق سنة 2005.

## روابط خارجية
- نينتندوغز + كاتز على موقع IMDb (الإنجليزية)